# Mordechaj Anielewicz
Mordechaj (ou Mordechai) Anielewicz (Wyszków, Polônia, 1919 — Varsóvia, Governo Geral, 16 de maio de 1943), era um ativista sionista, comandante da Liga Combatente Judaica e líder da Revolta do Gueto de Varsóvia.
Nascido de uma família simples da Polônia, iniciou sua militância ainda muito jovem. Era um militante do movimento juvenil Hashomer Hatzair, lutando na Revolta do Gueto de Varsóvia. 
Uma semana após a invasão nazista da Polônia, em 1939, Anielewicz, juntamente com mais um grupo de companheiros, fugiu de Varsóvia, abrigando-se na parte Leste do país, então invadida pela União Soviética. Ao fim das manobras do Exército Vermelho na região, Ele e seus amigos ultrapassaram clandestinamente a fronteira com a Romênia, com a intenção de buscarem uma forma de seguir até a então Palestina.
A Palestina era então uma possessão britânica, e a imigração de judeus para a região estava interrompida pela Inglaterra, atendendo às pressões dos líderes árabes. Anielewicz então resolveu permanecer na Romênia a fim de estabelecer uma rota segura para a fuga de mais judeus das áreas ocupadas pelos alemães e para o estabelecimento de maneiras de levar clandestinamente estes refugiados para a Palestina.
Em 1940, Mordechaj Anielewicz passou-se então para a Lituânia, onde estabeleceu na cidade de Vilna um escritório da Liga Combatente Judaica, um grupo clandestino de resistência à invasão nazista. Ao lado de sua namorada, Mira Fuchrer, organizou palestras, publicou folhetos e recolheu donativos para sua campanha. 
No verão de 1942, Anielewicz retornou à Polônia ocupada, onde passou a organizar células armadas de combate aos alemães. Nesta mesma época, começaram as deportações em massa de judeus para os campos de extermínio de Treblinka. Em 1943 foi eleito comandante-em-chefe da Liga Combatente Judaica e estabeleceu contatos com o governo polonês no exílio, sediado em Londres.
No ano seguinte, Anielewicz infiltrou-se no interior do Gueto de Varsóvia, onde passou a organizar um levante. Com armas contrabandeadas, a revolta estourou em 18 de janeiro de 1943.
Mordechaj Anielewicz, ao lado de Mira Fuchrer, cometeu suicídio em 16 de maio de 1943, depois de cinco meses de luta contra os nazistas. O quartel-general da resistência, estabelecido numa casa da Rua Mila, 18, estava cercado há oito dias pelos soldados alemães. Seus restos mortais foram incinerados pelos nazistas.
Ao final da guerra, Mordechaj Anielewicz recebeu postumamente a comenda Virtuti Militari, a mais alta medalha de honra do exército polonês. 
Em memória de Mordechaj Anielewicz foi erguido um monumento na sua cidade natal de Wyszków. Em Israel, o kibbutz Yad Mordechai também o homenageia.